# Pierre de Meyendorff
Le baron Pierre von Meyendorff (né le 13 août 1796 à Riga; † 19 mars 1863 à Saint-Pétersbourg) est un diplomate de l'Empire russe, négociateur à Olmütz.

## Carrière
Meyendorff est issu de la branche livonienne de la famille germano-balte des von Meyendorff. Il est le fils du baron Casimir von Meyendorff et d'Anne-Catherine von Vegesack. Comme ses frères Casimir (1794–1854) et Georges, il fit ses études secondaires au Lycée Impérial de Metz. En 1811, il fut admis à l'Académie du génie Nicolas et combattit les Français comme engagé volontaire lors de la campagne d'Allemagne en 1813-14. En 1816, il suivit pendant deux semestres les cours de l'Université de Göttingen et entra l'année suivante dans le corps diplomatique russe. Il fut d'abord affecté au ministère des Affaires Etrangères puis fut affecté dans diverses ambassades : aux Pays-Bas (1820–1824), en Espagne (1824–1827), à Vienne (1827–1832) et à Stuttgart (1832–1839). En 1839, il est nommé ambassadeur à Berlin, et de 1850 à 1854 il est ambassadeur à Vienne. Il fut le négociateur russe de la Conférence d'Olmütz, mais on lui imputa la responsabilité du déclenchement, en 1854, de la guerre de Crimée et cela entraîna sa disgrâce. Néanmoins en 1857, le tsar Alexandre II le nomme Chef de cabinet.
Il avait épousé en 1830 la comtesse Sophie de Buol-Schauenstein (née le 14 septembre 1800 à Hambourg; † 19 mars 1868), fille du  diplomate autrichien Johann Rudolf von Buol-Schauenstein et sœur de Karl Ferdinand von Buol-Schauenstein. Ils eurent trois fils : l'aîné Alexandre (né en 1831) trouva la mort en 1855 au siège de Sébastopol ; le cadet Rudolph (1832–1883) fut aide de camp du tsar ; enfin Ernest-Georges (1836-1902) fut ambassadeur de Russie à Rome.